# 코르겐 (몽골)
코르겐(Хүлгэн, 1193년경?, 1195년경? 또는 1205년경? ~ 1238년 1월) 또는 후르겐, 쿨라간(Кюльхан ), 훌르헨 또는 훌르간(Хулхен)은 몽골 제국 초기의 황족, 장군으로, 칭기즈 칸의 서자이며 제2오르도 쿨란 카툰의 아들이다. 원사에는 등장하나, 라시드 웃딘의 페르시아어 사서 집사에는 쿨라칸(كولاكان)으로, 키릴어 문헌인 키예프 연대기에는 쿨라간(Кюльхан)으로 나타난다. 몽골비사에는 이름이 등장하지 않는다.
칭기즈칸으로부터 4000호의 부민(部民)을 상속받았다. 1235년부터 바투를 따라 서방 원정에 출정, 루시 전투 혹은 콜롬나 성 포위 전투에서 총에 맞아 죽었다. 그의 후손들은 원나라 때 하간왕, 안정왕직에 봉해져 세습받았다.

## 생애
칭기즈칸의 아들이나 메르키트부 출신 여성으로 다이르 우순의 딸 쿨란 카툰 소생이었다. 정확한 생년월일은 전하지 않으나 칭기즈칸의 여섯번째 아들이라는 설이 있으며, 1193년경, 1195년경 또는 1205년경에 태어났을 것으로 추정된다. 그의 이름 코르겐은 몽골어로 환영을 뜻한다.
쿨란 카툰은 보르테 우진 카툰의 다음 서열로 인정받았으며, 코르겐은 칭기즈칸의 서자 중 한명이었다. 원사, 신원사, 라시드웃딘의 페르시아어 사서 집사에는 그의 이름이 나타나지만 몽골비사에는 그의 이름이 등장하지 않는다. 알탄 톱치에도 그의 이름이 등장하지 않는다. 원사에는 몽골어를 한자로 음역하면서 그의 이름이 괄렬견(闊列堅), 과로간(果魯干), 활렬견(闊列堅) 등 서로 다른 이름으로 등장하며, 모두 동일인이다.
쿨란 카툰이 칭기즈칸의 총애를 받았기에 그 또한 칭기즈칸의 정궁 보르테 카툰의 자녀들만큼 칭기즈칸의 총애를 얻었다.
초기 활동은 알려진 것이 없다. 몽골의 관습 상 적출의 아들과 서출의 아들은 구별되었으며, 다수 있던 징기스칸의 아들들 중에서 기록이 나타나는 것과 재산을 상속받은 사례는 정후 보르테 우진으로부터 태어난 아들들, 주치, 차가타이, 우구데이, 툴루이 등이었으며, 적출이 아닌 자녀 중 상속받은 케이스는 많지 않았다. 코르겐이 상속받은 것은 페르시아어 사서 집사에 나타난다.
그는 칭기주칸의 정궁 보르테의 자녀와 거의 동등한 대우를 받았다고 한다. 칭기즈칸의 생전에도 그는 4천명의 군대를 통솔했는데, 그의 휘하에는 칭기즈칸의 사준사구 중 사구의 한명인 쿠빌라이 노얀도 그의 휘하에 있었다.

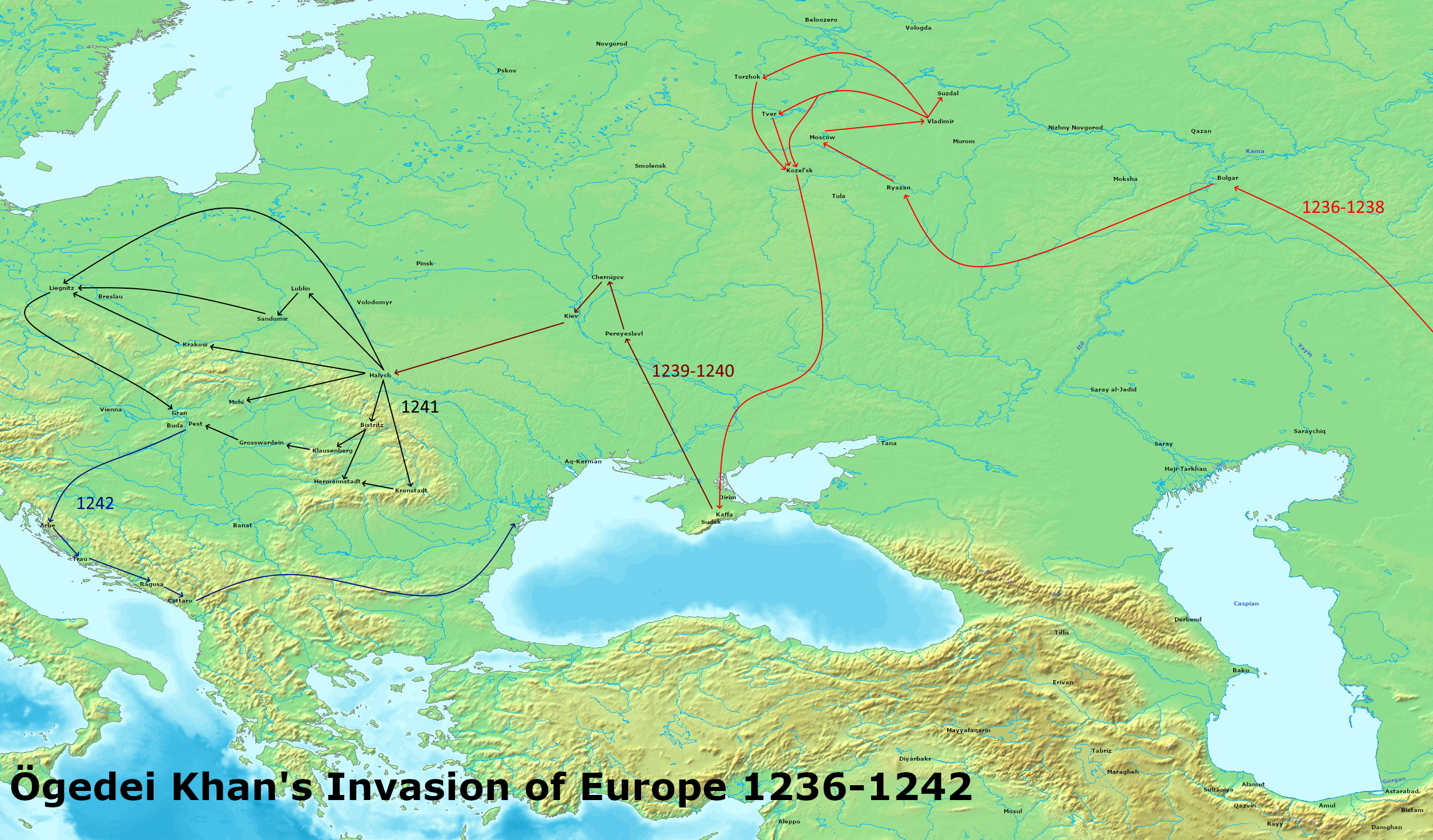
몽골의 유럽 침입 (1236~1242년)

집사 칭기즈 칸기의 군단표에는 칭기즈 칸의 통치 끝에 코르겐은 칭기스칸의 4000개 부민을 상속받았으며, 칭기즈칸의 여러 아들에게 분여된 부락민, 군단 수를 기술하는 순서에서 주치, 차가타이, 우구데이, 툴루이의 다음에 위치하고 있다. 이것은 수 위에서 말하면 적출의 아들들보다는 적으나, 거의 필적하는 분봉이었다 한다. 이 집사 칭기즈칸기의 군단표 중 코르겐이 상속받은 부민, 군단 중에는 '원조비사' 등에서 사구(되르벤 노가스)라고 불린 발라스 부족 출신 쿠빌라이 노얀의 이름도 있다.
코르겐에게는 해마다의 녹봉으로 은화 100냥(량) 엽보, 비단 300필, 다섯 호(戶)로부터 조세 또는 세금을 거둘 수 있는 권리를 받았다. 1235년에는 45,930호가 그에게 주어졌다. 칭기즈 칸 사후 툴루이가 감국할때, 그의 활동은 기록에 나타나지 않는다.
코르겐은 1235년 서방 원정에 출정했으며, 바투 칸의 휘하에서 활동했다. 1237년 당시 그는 부르타스 침공군, 모르도바 침공군 몽골군의 지휘관 중 한 명이었다. 그러나 몽골의 루시 침공 중 1238년 1월의 루시 전투 혹은 콜롬나 전투에서 전사했는데, 총에 맞고 강물에 빠져 죽었다. 유탄에 맞았다고도 한다. 키예프 전투 때 전사했다는 설도 있다.

### 사후
코르겐에게는 네 아들이 있었는데, 그 중 장남의 이름은 쿠차(Kucha)였다. 쿠차의 아들 오군(Өвгөн)은 1279년 쿠빌라이 카안이 남송을 정복하고, 남송 영토 점령에 공을 세운 제후들에 영지, 선물을 하사할 때 중국 남부의 형주로(衡州路)의 53,930호가 영자로 주어졌고, 지급된 은화는 2,157냥이었다. 그러나 코르겐의 증손자 에부겐은 1287년 테무게옷치킨의 4대손 나얀 등이 일으킨, 쿠빌라이 카안에 대한 반란에 가담하여 처형당한 것으로 추정된다. 코르겐의 4대손 이후로도 족보에 등장하는데, 차가타이 가문 사람의 혼동이거나, 차가타이 가문의 사람이 양자로 입양된 것 혹은 차가타이 가문 후손이 그의 영지를 차지한 것 등으로 추정되나 정확하지 않다. 연우 6년 1319년 원 인종은 그의 후손들에게는 10,140호, 비단 4,479근이 하사되었다.
코르겐의 다른 아들은 호차 또는 쿠추인데 귀위크 칸의 아들 쿠추와는 동명이인이다. 코르겐의 아들 쿠차는 뒤에 1265년 하간왕(河間王)에 봉해졌고, 하간왕직을 계승했다. 쿠차의 후손 중 쿠차의 아들 코로다이의 차남 파파르의 아들 토곤은 1313년 안정왕(安定王)에 봉해졌고 토곤의 아들 도르지반(朵儿只班)은 1365년 2월 아유르시리다르 빌레그트 칸이 제녕(冀寧)에 있을때 그를 따랐다. 이후의 후손들의 기록은 나타나지 않는다.

## 관련 항목
- 몽골의 키예프 루스 침공